# 釐侯 (衛)
釐侯（きこう、紀元前?年 - 紀元前813年）は、衛の第9代君主。頃侯の子。

## 生涯
頃侯の子として生まれる。
頃侯が即位12年（前855年）で卒去すると、子の釐侯が立った。
釐侯13年（前842年）、周では厲王が彘（てい）に出奔したため、共和政が行われる。
釐侯28年（前827年）、周で宣王が即位した。
釐侯42年（前813年）、釐侯が卒去し、太子の姫余が立って衛君となった。

## 参考資料
- 司馬遷『史記』（衛康叔世家第七）